# 120730 Zhouyouyuan
120730 Zhouyouyuan è un asteroide della fascia principale. Scoperto nel 1997, presenta un'orbita caratterizzata da un semiasse maggiore pari a 2,3353392 au e da un'eccentricità di 0,2352904, inclinata di 1,44079° rispetto all'eclittica.